# HD 153950 b
إتش دي 153950 بي (بالإنجليزية: HD 153950 b)‏ الذي يرمز له بالرمز HD 153950b، هو كوكب خارج المجموعة الشمسية، في كوكبة العقرب، يتبع HD 153950 ‏.

## الاكتشاف
اكتشف في 26 أكتوبر 2008.